# Övre Dovasjön
Övre Dovasjön är en sjö i Hylte kommun i Småland och ingår i Fylleåns huvudavrinningsområde. Sjöns area är 0,034 kvadratkilometer och den befinner sig 149 meter över havet.